# Reprezentacja Finlandii w piłce nożnej kobiet
Reprezentacja Finlandii w piłce nożnej kobiet – najważniejszy żeński zespół piłkarski w kraju, powoływany przez selekcjonera, w którym występować mogą występować zawodniczki posiadające obywatelstwo fińskie. Za jej funkcjonowanie odpowiedzialny jest Fiński Związek Piłki Nożnej - Suomen Palloliitto.
Historia meczów międzynarodowych Fińskich zawodniczek sięga lat 70. XX wieku. 25 sierpnia 1973 roku Finki swój pierwszy mecz rozegrały z reprezentacją Szwecji. W spotkaniu tym nie padła żadna bramka. Do 1994 roku drużyna nie uczestniczyła w żadnej większej imprezie międzynarodowej. W tym właśnie roku Finki zagrały w pierwszej edycji Pucharu Algarve, w którym zawodniczki nie wygrały żadnego meczu zajmując ostatnie - 6. miejsce w turnieju. W następnym roku Finki ponownie wystartowały w Portugalii, tym razem wygrały dwa mecze, dające im piąte miejsce w zawodach co do dziś jest najlepszym rezultatem w historii.
Jednak najważniejszym sukcesem reprezentacji Finlandii jest awans do półfinału Mistrzostw Europy w 2005 roku, kiedy to zawodniczki przegrały z Niemkami 1:4. Był to pierwszy turniej mistrzostw Europy, na którym wystąpiły Finki. Po raz drugi Finki zagrały w turnieju finałowym przed własną publicznością w 2009 roku gdzie dobrnęły do ćwierćfinału rozgrywek.
Reprezentacja dotychczas nie zagrała na mistrzostwach świata, ani igrzyskach olimpijskich.

## Udział w międzynarodowych turniejach
| 1996 | Nie zakwalifikowała się | Nie zakwalifikowała się |
| 2000 | Nie zakwalifikowała się | Nie zakwalifikowała się |
| 2004 | Nie zakwalifikowała się | Nie zakwalifikowała się |
| 2008 | Nie zakwalifikowała się | Nie zakwalifikowała się |
| 2012 | Nie zakwalifikowała się | Nie zakwalifikowała się |
| 2016 | Nie zakwalifikowała się | Nie zakwalifikowała się |
| 2020 |                         |                         |

| 1991 | Nie zakwalifikowała się | Nie zakwalifikowała się |
| 1995 | Nie zakwalifikowała się | Nie zakwalifikowała się |
| 1999 | Nie zakwalifikowała się | Nie zakwalifikowała się |
| 2003 | Nie zakwalifikowała się | Nie zakwalifikowała się |
| 2007 | Nie zakwalifikowała się | Nie zakwalifikowała się |
| 2011 | Nie zakwalifikowała się | Nie zakwalifikowała się |
| 2015 | Nie zakwalifikowała się | Nie zakwalifikowała się |
| 2019 |                         |                         |

| 1984 | Nie zakwalifikowała się | Nie zakwalifikowała się |
| 1987 | Nie zakwalifikowała się | Nie zakwalifikowała się |
| 1989 | Nie zakwalifikowała się | Nie zakwalifikowała się |
| 1991 | Nie zakwalifikowała się | Nie zakwalifikowała się |
| 1993 | Nie zakwalifikowała się | Nie zakwalifikowała się |
| 1995 | Nie zakwalifikowała się | Nie zakwalifikowała się |
| 1997 | Nie zakwalifikowała się | Nie zakwalifikowała się |
| 2001 | Nie zakwalifikowała się | Nie zakwalifikowała się |
| 2005 | Awans                   | Półfinał                |
| 2009 | Gospodarz               | Ćwierćfinał             |
| 2013 | Awans                   | Faza grupowa            |
| 2017 | Nie zakwalifikowała się | Nie zakwalifikowała się |

## Rekordy

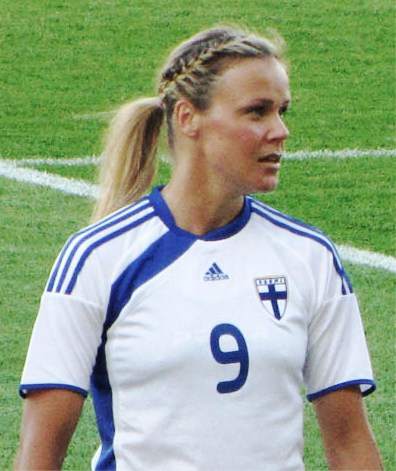
Laura Österberg Kalmari najskuteczniejsza zawodniczka w historii reprezentacji.

Stan na 11 marca 2009
| #   | Zawodnik                | Lata gry  | Mecze |
| --- | ----------------------- | --------- | ----- |
| 1.  | Sanna Valkonen          | 1995–     | 115   |
| 2.  | Anne Mäkinen            | 1991–     | 113   |
| 3.  | Jessica Julin           | 1997–     | 111   |
| 4.  | Laura Österberg Kalmari | 1996–     | 109   |
| 5.  | Anna-Kaisa Rantanen     | 1996–     | 82    |
| 6.  | Petra Vaelma            | 1999–     | 81    |
| 7.  | Johanna Lindell         | 1990–2003 | 72    |
| 8.  | Christina Forssell      | 1990–2002 | 70    |
| 9.  | Eveliina Sarapää        | 2000–2007 | 67    |
| 10. | Minna Mustonen          | 1996–2006 | 66    |

| #  | Zawodnik                | Lata gry  | Gole |
| -- | ----------------------- | --------- | ---- |
| 1. | Laura Österberg Kalmari | 1996–     | 29   |
| 2. | Anne Mäkinen            | 1991–     | 16   |
| 3. | Heidi Kackur            | 1999–2005 | 12   |
| 4. | Sanna Talonen           | 2004–     | 9    |
| 5. | Susanna Heikari         | 1994–2002 | 8    |
| =  | Anu Toikka              | 1979–1992 | 8    |
| 7. | Hanna Ekström           | 1994–2001 | 7    |
| =  | Minna Mustonen          | 1996–2006 | 7    |
| =  | Sanna Valkonen          | 1995–     | 7    |
| =  | Terhi Uusi-Luomalahti   | 1992–2005 | 7    |
| =  | Helena Vanhanen         | 1981–1992 | 7    |

## Trenerzy reprezentacji Finlandii
- Juhani Nirkkonen (1973–1977)
- Simo Syrjävaara (1978)
- Kaj Österberg (1979–1989)
- Jyrki Nieminen (1989–1992)
- Nils Suomalainen (1993–1996)
- Reima Kokko (1996–2000)
- Michael Käld (2001–?)